# Departamento de Estado de Puerto Rico
El Departamento de Estado de Puerto Rico es el departamento del gobierno de Puerto Rico encargado de promover las relaciones culturales, políticas y económicas entre Puerto Rico y otras jurisdicciones de los Estados Unidos y otros países. Fue establecido en 1952 por la sección 6 del artículo IV de la Constitución del Estado Libre Asociado de Puerto Rico.

## Historia
El Departamento de Estado fue creado por la por la sección 6 del artículo IV de la Constitución del Estado Libre Asociado de Puerto Rico de 1952. Dicha sección establece el Departamento de Estado junto con otros departamentos del poder ejecutivo. La sección 5 de la Constitución establece que el Secretario de Estado debe ser nombrado por el Gobernador con el consejo y consentimiento del Senado y la Cámara de Representantes, a diferencia del resto de los integrantes del Consejo de Secretarios que solo necesitan el consejo y consentimiento del Senado para ser confirmados. Asimismo en la sección 7 se establece que el Secretario de Estado es el sucesor constitucional del Gobernador en caso de ausencia de este.

## Funciones
Según el sitio web del Departamento de Estado, su misión es fomentar las relaciones culturales, políticas y económicas entre Puerto Rico y países extranjeros al igual que con otras jurisdicciones de los Estados Unidos. Además, realiza diversas funciones de carácter administrativo como lo son:
- Promulgar, publicar, certificar y vender las leyes y reglamentos del Gobierno de Puerto Rico;
- Reglamentar el uso de la bandera y el escudo de Puerto Rico;
- Expedir licencias para el ejercicio de profesiones u oficios reglamentado por el Estado a través de las Juntas Examinadoras;
- Preparar y custodiar diversos registros: cónsules; corporaciones y sociedades; marcas de fábrica; notarios y propiedad intelectual entre otros.
- Tramitar la solicitud de pasaportes de los ciudadanos de los Estados Unidos, tarea delegada por el Gobierno Federal;
- Coordinar los asuntos de índole protocolar que competen al Gobierno.

En adición, lleva un registro de los nombramientos gubernamentales hechos por el Primer Ejecutivo; promulga las proclamas emitidas por éste o por el Secretario de Estado y provee ayuda a personas que visitan la Isla con fines investigativos o educativos a través del negociado para Intercambio Cultural y Cooperación Técnica del Departamento.